# Kováts Benedek
Kováts Benedek (Uzon, 1888. április 4. – Marosvásárhely, 1975. május 16.) magyar pedagógus és író. Kováts Iván atyja.

## Életútja
Középiskoláit Sepsiszentgyörgyön, teológiai tanulmányait Kolozsvárt végezte. Németországi nyelvészeti és filozófiai tanulmányai után a kolozsvári Református Kollégiumban kezdte tanári pályáját, 1922-től a marosvásárhelyi Református Kollégium tanára, 1943 és 1947 között igazgatója. 1935-től a Kemény Zsigmond Társaság tagja, 1943-tól ügyvezető alelnöke egészen a feloszlatásig. Ő őrizte meg a Társaság jegyzőkönyveit.
Liturgiai és pedagógiai írásait a Református Szemle közölte. 1937. december 11-én tartotta székfoglaló beszédét a KZST Aranka György születésének 200. évfordulója alkalmából rendezett ünnepségén Erdély Kazinczyja címmel; később egy ülésen Borsos Tamásról írt regényéből olvasott fel részleteket. A Pásztortűz Bolyai Farkas Schiller-fordításairól írt tanulmányát közölte (1941/9).